# Małgorzata Buchalik
Małgorzata Buchalik (ur. 1972 w Kazimierzu Dolnym) – tłumaczka literatury rosyjskiej, ukraińskiej, hibernoangielskiej i białoruskiej.

## Życiorys
Jest członkiem Stowarzyszenia Tłumaczy Literatury. Od nr 1(5) 2012 roku należała do zespołu redakcyjnego międzynarodowego pisma literackiego Radar wydawanego w latach 2010–2014. Pismo ukazywało się w języku niemieckim, polskim i ukraińskim w Willi Decjusza w Krakowie.

## Tłumaczenia na język polski
- Aleksander Mień Apokalipsa. Komentarz M Kraków 2000
- Jurij Bujda Pruska narzeczona Czytelnik Warszawa 2002[4]
- Boris Akunin Lewiatan Universitas Kraków 2003[5]
- Irina Dienieżkina Daj mi Świat Książki Warszawa 2004[6]
- Wiktor Jerofiejew Życie z idiotą Czytelnik Warszawa 2005[7]
- Wiktor Pielewin Hełm grozy Kraków Znak 2006[8]
- Oksana Robski Casual. Zwyczajna historia Wydawnictwo Literackie Kraków 2006[9]
- Ksenia Buksza Alonka Partyzantka PIW Warszawa 2007[10]
- Artur Klinau Mińsk. Przewodnik po mieście Słońca Czarne Wołowiec 2008[11]
- Ihar Babkou Adam Kłakocki i jego cienie Oficyna 21 Warszawa 2008[11]
- Wiktor Jerofiejew Mężczyźni Czytelnik Warszawa 2006[12]
- Natalka Babina Miasto ryb Rebis Poznań 2010[11]
- Zachar Prilepin Patologie Czarne Wołowiec 2010[13]
- Natalia Kluczariowa Wagon Rosja Czarne Wołowiec 2010[14]
- Uładzimir Karatkiewicz Chrystus wylądował w Grodnie Oficyna 21 Warszawa 2012[11]
- Boris Akunin Dekorator Świat Książki Warszawa 2015[15]
- Maksym Gorki Rosja Universitas Kraków 2016[16]
- Anton Czechow Wyspa Sachalin: notatki z podróży Znak Kraków 2022[17]

## Nagrody
- 2017: Nominacja do Nagrody Prezydenta Miasta Gdańska za Twórczość Translatorską im. Tadeusza Boya-Żeleńskiego[18]
- 2016: Nagroda „Literatury na Świecie” za przekład książki Rosja Maksyma Gorkiego[19]
- 2009 i 2011: nominacja do Literackiej Nagrody Europy Środkowej Angelus dla tłumaczy (finalistka)[20][21]
- 2002: Nagroda „Literatury na Świecie” za przekład Pruska narzeczona Jurija Bujdy[22]